# Léky proti covidu-19
Změnou účelu léčiva se rozumí změna účelu schváleného léčiva pro léčbu jiného onemocnění nebo zdravotního stavu, než pro který byl lék původně vyvinut. Jedna linie vědeckého výzkumu se k prosinci 2021 stále zabývá hledáním schválených léků, které by pomohly vyvinout bezpečnou a účinnou léčbu nemoci covid-19. Mezi další výzkumné směry patří vývoj vakcíny proti nemoci covid-19 a antiséra.
Několik existujících antivirových léků dříve vyvinutých nebo používaných k léčbě těžkého akutního respiračního syndromu (SARS), respiračního syndromu na Středním východě (MERS), HIV/AIDS a malárie bylo zkoumáno kvůli potenciální léčbě nemoci covid-19, přičemž některé z nich se dostaly do fáze klinického testování.
V prohlášení pro časopis Nature Biotechnology v únoru 2020 šéf jednotky pro virovou ekologii amerického Národního institutu zdraví Vincent Munster uvedl: „Obecné rozložení genomu, obecná kinetika replikace a biologické znaky virů MERS, SARS a SARS-CoV-2 jsou velmi podobné, takže testování léků, které se zaměřují na relativně generické části těchto koronavirů, je logickým krokem.“

## Pozadí
Propuknutí nově se objevujících infekcí, jako je nemoc covid-19, představuje velkou výzvu, pokud jde o nalezení léčby vhodné pro klinické použití, a to kvůli malému množství času, který je k dispozici pro objevování účinných léčiv. Vzhledem k tomu, že se očekávalo, že proces vývoje a licencování potenciálního nového léku na nemoc covid-19 bude trvat velice dlouho, výzkumníci mezitím podrobují testům existující schválená antivirotika a další léky pro použití proti nemoci covid-19, protože z hlediska času a nákladů se jedná o efektivnější strategii. Začátkem roku 2020 zahájily stovky nemocnic a univerzit své vlastní zkoušky existujících bezpečných léků s potenciálem použití těchto léčiv proti covidu-19.
Změna účelu použití léku obvykle vyžaduje tři kroky, než se lék může použít při léčbě jiného onemocnění, než pro který byl původně určen: rozpoznání správného léku, systematické hodnocení účinku léčiva v klinických modelech a odhad užitečnosti ve fázi II klinických studií.
Jedním z používaných přístupů je hledání léků, které působí prostřednictvím cílů, na které se zaměřuje samotný virus, například genom RNA (tj. remdesivir). Další přístup se týká léků působících prostřednictvím polypeptidového balení (tj. lopinavir).
Spěch k publikování článků o pandemii vyústil v několik skandálů s nepřesnými vědeckými zjištěními.

## Monoklonální protilátky
Monoklonální protilátky, které jsou předmětem zkoumání pro opětovné použití, zahrnují anti-IL-6 látky (tocilizumab) a anti-IL-8 (BMS-986253). (Zkoumány paralelně s novými monoklonálními protilátkami vyvinutými speciálně pro covid-19.)
Mavrilimumab je lidská monoklonální protilátka, která tlumí lidský receptor faktoru stimulujícího kolonie granulocytů a makrofágů (GM-CSF-R). Bylo zkoumáno, zda může zlepšit prognózu pacientů s pneumonií a systémovým hyperzánětem způsobených covidem-19. Jedna malá studie odhalila některé příznivé účinky léčby na lidech mavrilimumabem ve srovnání s těmi, kterým tato látka podávána nebyla.
V lednu 2021 vydala Národní zdravotnická služba Spojeného království doporučení, že léky upravující imunitu tocilizumab a sarilumab byly prospěšné, když byly okamžitě podávány lidem s nemocí covid-19 přijatým do intenzivní péče. Toto doporučení vydala na základě výzkumu, který zjistil snížení rizika úmrtí o 24 %.

### Tocilizumab
Tocilizumab je inhibitor cytokinu interleukin-6 schválený k použití u několika onemocnění, včetně revmatoidní artritidy, obrovskobuněčné arteritidy, systémové juvenilní idiopatické artritidy a těžkého syndromu uvolnění cytokinů. Jeho použití bylo studováno v řadě klinických studií.
Hoffmann-La Roche a WHO provedly samostatné studie závažných případů nemoci covid-19. Společnost Roche dne 29. července 2020 oznámila, že její randomizovaná, dvojitě zaslepená studie týkající se použití tocilizumabu pro léčbu pneumonie u pacientů s covidem neprokázala žádné přínosy.
Studie REMAP-CAP ve Spojeném království zjistila, že tocilizumab byl prospěšný u dospělých s těžkým průběhem onemocnění covid-19, kteří byli v kritickém stavu a byla jim poskytována podpora respiračních nebo kardiovaskulárních orgánů na jednotce intenzivní péče, když byla léčba zahájena do 24 hodin od zavedení pomocné podpory orgánů. Použití tocilizumabu a jeho pozice v terapii byly aktualizovány britským NICE, oddělením NHS, v lednu 2021.
Jednalo se o součást velké studie s názvem RECOVERY Trial ve Spojeném království. Publikované výsledky byly zhodnoceny jako úplně definitivní důkaz řešící spor o to, zda by měl být tocilizumab zahrnut do léčby pacientů s těžkým průběhem onemocnění covid-19. Více než 4000 dospělých bylo náhodně přiřazeno k léčbě tocilizumabem a obvyklé péči; tento počet je několikanásobně vyšší než celkový počet v předchozích randomizovaných studiích; většina pacientů dostávala systémové kortikosteroidy. Úmrtnost během 28 dnů byla 31 % u pacientů léčených tocilizumabem a 35 % u pacientů, kteří dostávali obvyklou péči (poměr četnosti 0,85; p=0,0028). Pravděpodobnost propuštění z nemocnice do 28 dnů byla také vyšší u pacientů léčených tocilizumabem.
V červnu 2021 vydal americký Úřad pro kontrolu potravin a léčiv (FDA) povolení k nouzovému použití (EUA) tocilizumabu k léčbě covid-19 u hospitalizovaných lidí ve věku 2 let a starších, kteří dostávají systémové kortikosteroidy a potřebují doplňkový kyslík, neinvazivní nebo invazivní mechanickou ventilaci nebo extraci (ECMO).
K srpnu 2021 Evropská agentura pro léčivé přípravky (EMA) vyhodnocovala tocilizumab za účelem použití pro léčbu hospitalizovaných dospělých se závažným průběhem onemocnění covid-19, kteří již dostávají léčbu kortikosteroidy a potřebují extra kyslík nebo mechanickou ventilaci (dýchání s asistencí dýchacím přístrojem).

## Antivirotika
Výzkum se zaměřuje na možnosti použití schválených antivirových léků, které byly dříve vyvinuty proti jiným virům, jako je MERS-CoV, SARS-CoV-1 a západonilský virus. Patří mezi ně favipiravir, remdesivir, ribavirin, triazavirin a umifenovir.
Bylo zjištěno, že kombinace artesunát/pyronaridin má potlačující účinek na testy SARS-CoV-2 in vitro s použitím buněk Hela. Artesunát/pyronaridin vykázal po 24 hodinách míru potlačení titru viru o 99 % nebo více, cytotoxicita byla také snížena. Předtisk zveřejněný v červenci 2020 uvádí, že pyronaridin a artesunát vykazují antivirovou aktivitu proti SARS-CoV-2 a virům chřipky pomocí lidských plicních epiteliálních (Calu-3) buněk. V září 2020 byl ve fázi II klinické studie v Jižní Koreji a v Jižní Africe.
GS-441524 je nukleosid remdesiviru ProTide. Bylo prokázáno, že vyléčí kočky infikované kočičí infekční peritonitidou (FIP), kočičí formou koronaviru, s 96% úspěšností. Studie ukázaly, že když je remdesivir podáván, je GS-441524 převládajícím metabolitem cirkulujícím v séru v důsledku rychlé hydrolýzy prekurzorů remdesiviru, po které následuje defosforylace. Někteří výzkumníci navrhli jeho využití při léčbě nemoci covid-19, upozornili na snadnější syntézu, nedostatečný metabolismus při prvním průchodu játry, větší hydrofilitu a formování trifosfátů v buněčné typy bez ohledu na expresi CES1 a CTSA, enzymy potřebné k bioaktivaci remdesiviru.
Molnupiravir je lék vyvinutý k léčbě chřipky. V září 2020 byl ve fázi III klinických testů zkoumajících tento lék za účelem léčby nemoci covid-19. V prosinci 2020 vědci oznámili, že antivirotikum molnupiravir vyvinuté pro léčbu chřipky může zcela potlačit přenos SARS-CoV-2 do 24 hodin u fretek, u kterých se zjistilo, že přenos covidu-19 se velmi podobá šíření SARS-CoV-2 u mladších dospělých lidí. Klinická studie, která nebyla k 1. říjnu 2021 přezkoumána, naznačuje, že perorálně užívaný molnupiravir může snížit riziko hospitalizace a zabránit úmrtí u pacientů s diagnózou covid-19. Aby byl lék účinný, musí být podán včas.
Niclosamid byl identifikován jako kandidátní antivirotikum ve screeningovém testu in vitro prováděném v Jižní Koreji.
Inhibitory proteázy, které se specificky zaměřují na proteázu 3CLpro, jako jsou CLpro-1, GC376 a Rupintrivir, jsou zkoumány a vyvíjeny v laboratoři.
Koronavirové druhy mají vnitřní rezistenci k ribavirinu.

### Favipiravir
Favipiravir je antivirotikum schválené pro léčbu chřipky v Japonsku. Existují omezené důkazy, které naznačují, že ve srovnání s jinými antivirotiky může favipiravir zlepšit stav u lidí, kteří onemocněli covidem-19, ale než bude možné vyvodit jakékoli závěry, jsou zapotřebí důkladnější studie.
Čínské klinické studie konající se ve Wu-chanu a Šen-čenu prokázaly, že favipiravir byl „zcela prokazatelně účinný“. Z 35 pacientů v Šen-čenu byl test negativní v mediánu 4 dnů, zatímco délka nemoci byla 11 dnů u 45 pacientů, kteří jej nedostali. Ve studii provedené ve Wu-chanu na 240 pacientech s pneumonií byl polovině podáván favipiravir a polovině umifenovir. Výzkumníci zjistili, že pacienti se rychleji zotavili z kašle a horečky, když byli léčeni favipiravirem, ale že se nezměnilo množství pacientů v každé skupině, kteří se dostali do pokročilejších stadií onemocnění a byla u nich potřeba napojení na plicní ventilátor.
Dne 22. března 2020 Itálie schválila lék pro experimentální použití v léčbě nemoci covid-19 a začala provádět testy ve třech regionech nejvíce postižených touto nemocí. Italská farmaceutická agentura připomněla veřejnosti, že existující důkazy na podporu léku jsou nedostatečné a předběžné.
Dne 30. května 2020 schválilo ruské Ministerstvo zdravotnictví generickou verzi favipiraviru s názvem Avifavir, která se v první fázi klinických studií ukázala jako vysoce účinná.
V červnu 2020 schválila Indie použití generické verze favipiraviru s názvem FabiFlu, vyvinuté společností Glenmark Pharmaceuticals, při léčbě mírných až středně závažných případů nemoci covid-19.
Dne 26. května 2021 systematická revize zjistila o 24 % větší šanci na zlepšení stavu pacienta při podávání v prvních sedmi dnech hospitalizace, ale nezjistila žádné statisticky významné snížení úmrtnosti u žádné ze skupin, a to ani u hospitalizovaných pacientů a pacientů s mírnými nebo středně těžkými příznaky.

### Lopinavir/ritonavir

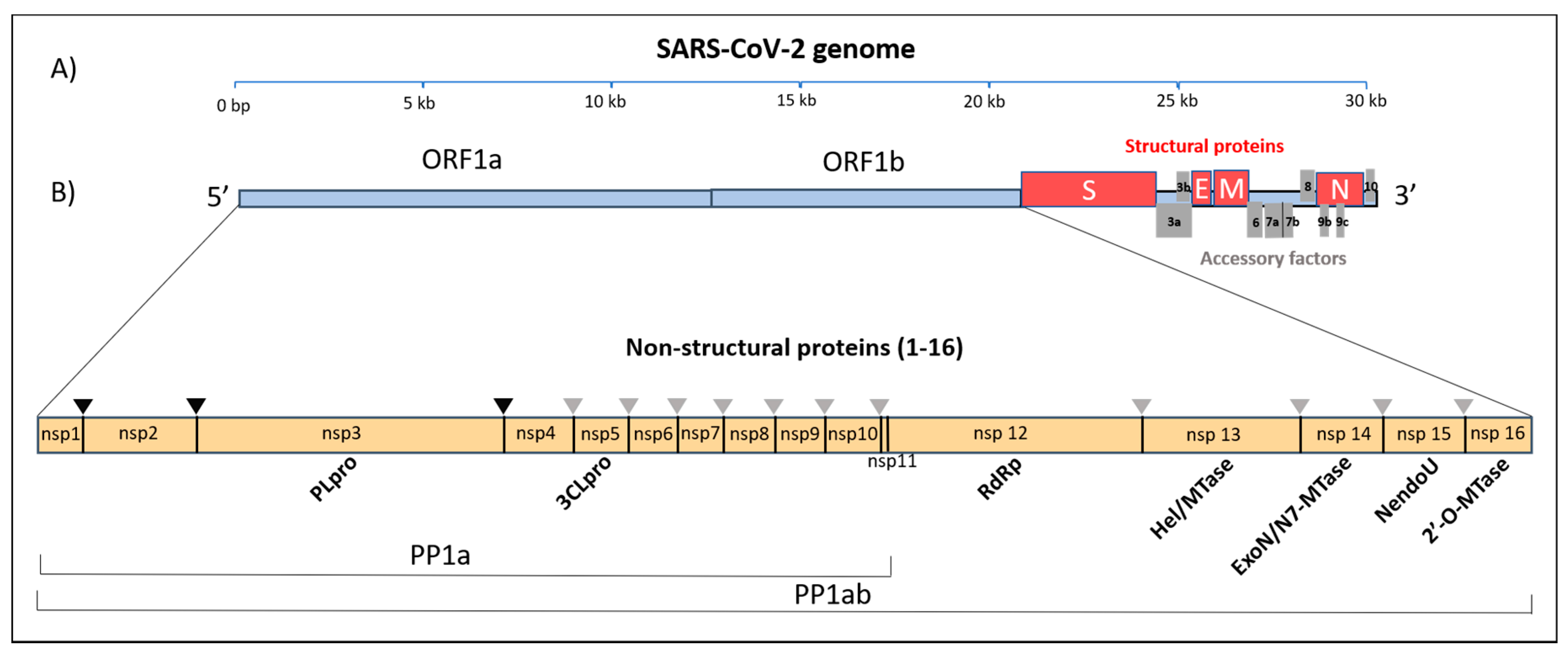
Genom SARS-CoV-2: šedé klíny ukazují, kde 3CLpro, hlavní proteáza koronaviru, štěpí polyprotein

V březnu 2020 byla hlavní proteáza (3CLpro) viru SARS-CoV-2 identifikována jako cíl pro léky, které se podávají již nakaženým pacientům. Enzym je nezbytný pro zpracování polyproteinu souvisejícího s replikací. K nalezení enzymu vědci použili genom publikovaný čínskými vědci v lednu 2020 jako nástroj k izolaci hlavní proteázy. Pro inhibitory proteáz schválené pro léčbu HIV virů – lopinavir a ritonavir – existují předběžné důkazy o účinnosti proti koronavirům SARS a MERS. Jako potenciální kombinovaná terapie se používají společně ve dvou větvích klinické globální studie fáze III projektu Solidarity 2020 zaměřující se na covid-19. Předběžná studie kombinovaného lopinaviru a ritonaviru v Číně neprokázala žádný účinek u lidí hospitalizovaných s covidem-19.
Jedna studie ohledně lopinaviru/ritonaviru (Kaletra), což je kombinace antivirotik lopinavir a ritonavir, dospěla k závěru, že „nebyl pozorován žádný přínos“. Léky byly navrženy tak, aby omezovaly replikaci HIV vazbou na proteázu. Tým výzkumníků z University of Colorado se snaží upravit léky tak, aby se dokázaly vázat na proteázu SARS-CoV-2. Ve vědecké komunitě se objevují kritiky ohledně nasměrování zdrojů na přepracování léků speciálně vyvinutých pro HIV/AIDS, protože takové léky pravděpodobně nebudou účinné proti viru, kterému chybí specifická proteáza HIV-1, na kterou se primárně zaměřují. WHO zahrnula lopinavir/ritonavir do mezinárodní studie s názvem Solidarity.
Dne 29. června hlavní výzkumníci ze studie UK RECOVERY Trial oznámili, že použití lopinaviru-ritonaviru nemělo žádný přínos u 1 596 lidí hospitalizovaných s těžkým průběhem infekce covid-19 po dobu 28 dnů léčby.
Studie zveřejněná v říjnu 2020, která zkoumala konkrétní léky schválené FDA, které se zaměřují na SARS-CoV-2 spike (S) protein, zmínila, že současná nevyvážená kombinace lopinaviru může ve skutečnosti narušovat blokující aktivitu ritonaviru zaměřenou na receptor vázající doménu – lidský angiotensin a měnit interakci enzymu-2 (RBD-hACE2), čímž se efektivně omezuje jeho terapeutický přínos v případech covid-19.

### Remdesivir

Remdesivir, prodávaný pod značkou Veklury, je širokospektrální antivirový lék vyvinutý biofarmaceutickou společností Gilead Sciences. Podává se nitrožilně. Během pandemie nemoci covid-19 byl remdesivir schválen nebo povolen pro nouzové použití k léčbě nemoci covid-19 ve zhruba 50 zemích. Aktualizované pokyny Světové zdravotnické organizace v listopadu 2020 obsahují podmíněné doporučení proti použití remdesiviru k léčbě covid-19.
Remdesivir byl původně vyvinut k léčbě hepatitidy C a následně byl zkoumán v souvislosti s potenciální léčbou nemoci Ebola a infekce virem Marburg předtím, než byl studován jako potenciální léčba nemoci covid-19.
Nejčastějším nežádoucím účinkem u zdravých dobrovolníků je zvýšená hladina jaterních enzymů v krvi (příznak jaterních problémů). A nejčastějším vedlejším účinkem u lidí s nemocí covid-19 je nevolnost. Nežádoucí účinky mohou zahrnovat zánět jater a nevolnost jako reakci související s infuzí, nízký krevní tlak a pocení.
Remdesivir je proléčivo, které má umožnit doručení monofosfátu GS-441524 do nitra buňky a následnou biotransformaci na trifosfát GS-441524, ribonukleotidový analogový inhibitor virové RNA polymerázy.
Americký Úřad pro kontrolu potravin a léčiv (FDA) jej považuje za lék nejvyšší kvality.

## Antiparazitika
Znovu se zrodila myšlenka přeměnit hostitelsky zaměřené léky na antivirovou terapii. V některých případech výzkum poukázal na zásadní omezení jejich použití při léčbě akutních infekcí RNA virem. Antiparazitika, která byla zkoumána, zahrnují chlorochin, hydroxychlorochin, meflochin, ivermektin a atovachon.

### Chlorochin a hydroxychlorochin

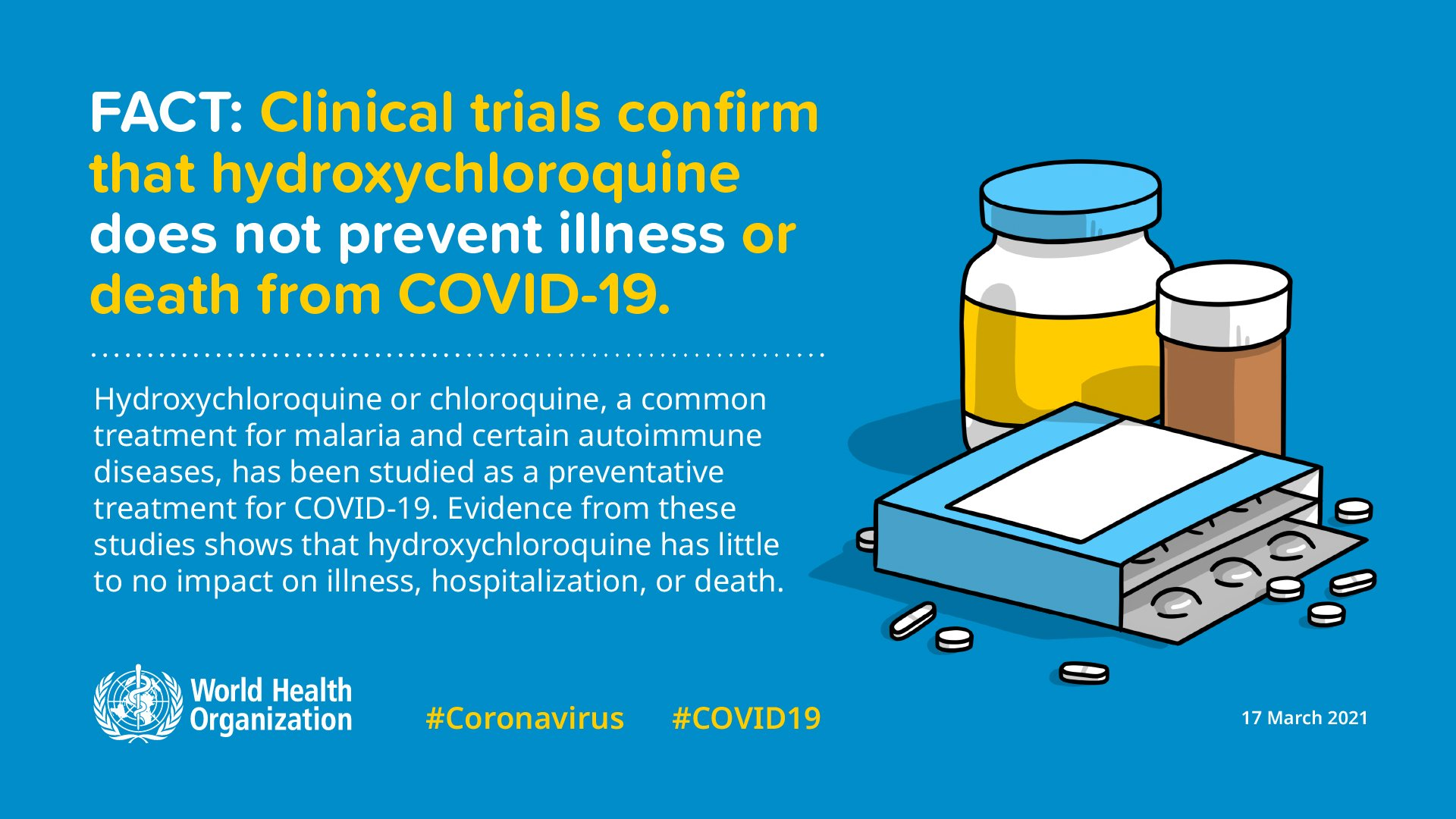
Infografika SZO uvádí, že hydroxychlorochin nebrání onemocnění covidem-19 nebo úmrtí na něj

Chlorochin a hydroxychlorochin jsou antimalarika, která se také používají proti některým autoimunitním onemocněním. Chlorochin byl spolu s hydroxychlorochinem ranou experimentální léčbou nemoci covid-19. Žádný z těchto léků nezabraňuje infekci SARS-CoV-2.
Několik zemí zpočátku používalo chlorochin nebo hydroxychlorochin k léčbě osob hospitalizovaných s nemocí covid-19 (k březnu 2020), ačkoli tento lék nebyl formálně schválen prostřednictvím klinických studií. Od dubna do června 2020 existovalo povolení k nouzovému použití pro tyto léky ve Spojených státech, a používaly se tedy pro potenciální léčbu této nemoci. Dne 24. dubna 2020 zveřejnil úřad FDA s odkazem na riziko „vážných problémů se srdečním rytmem“ varování před používáním těchto léků proti nemoci covid-19 „mimo nemocniční prostředí nebo klinickou studii“.
Jejich použití pro léčbu nemoci covid-19 bylo úplně zrušeno, když se v mezinárodních studiích s názvem Solidarity a UK RECOVERY Trial ukázalo, že nemají žádný přínos pro hospitalizované pacienty s těžkým průběhem onemocnění covid-19. Dne 15. června FDA zrušila své povolení k nouzovému použití s tím, že „již není rozumné věřit“, že lék je účinný proti onemocnění covid-19 nebo že jeho přínosy převažují nad „známými a potenciálními riziky“. Na podzim roku 2020 americký Národní institut pro zdraví vydal pokyny k léčbě nemoci covid-19, které doporučují nepoužívat hydroxychlorochin, s výjimkou případů, kdy je použití součástí klinických studií.
V roce 2021 byl hydroxychlorochin součástí doporučené léčby mírných případů v Indii. Šablona:Excerpt

### Ivermektin
In vitro má ivermektin antivirové účinky proti několika odlišným jednovláknovým RNA virům s pozitivní polaritou, včetně SARS-CoV-2. Následné studie zjistily, že ivermektin může zabraňovat replikaci SARS-CoV-2 v opičí ledvinné buněčné kultuře s IC50 2.2-2.8 μM. Na základě těchto informací by však pro antivirový účinek byly nutné dávky mnohem vyšší, než jsou maximální schválené a bezpečné pro použití u lidí. Kromě praktických obtíží se na takové vysoké dávky nevztahují současná schválení léku pro použití na lidech, a takové dávky by navíc byly toxické, protože se má za to, že antivirový účinek je způsoben potlačením buněčného procesu hostitele, konkrétně potlačením jaderného transportu importinem α/β1. Výsledkem samoléčby vysoce koncentrovanými dávkami určenými pro koně byly zprávy o hospitalizacích a dvou úmrtích, pravděpodobně v důsledku interakce s jinými léky. K vyřešení nejistot u předchozích malých nebo nekvalitních studií probíhají k červnu 2021 ve Spojených státech a Spojeném království rozsáhlé klinické testy.
Mnoho studií o ivermektinu pro covid-19 má vážná metodologická omezení, která mají za následek velmi nízkou jistotu důkazů. Několik publikací, které podporovaly účinnost ivermektinu na covid-19, bylo staženo kvůli chybám, neověřitelným údajům a etickým obavám, včetně zavádějících „metaanalytických“ webových stránek popisujících nestandardní metody vyhodnocování dat. V důsledku toho se několik organizací veřejně vyjádřilo, že neexistují dostatečné důkazy o účinnosti v prevenci nebo léčbě nemoci covid-19, a nedoporučuje se užívání tohoto léku pro neschválené účely. V únoru 2021 společnost Merck, vývojář léku, vydala prohlášení, že neexistuje žádný solidní důkaz, že je ivermektin účinný proti covidu-19, a že pokus o jeho použití k samoléčbě může být nebezpečné. Po přezkoumání důkazů o ivermektinu zaujala Evropská léková agentura (EMA) stanovisko proti jeho použití v prevenci nebo léčbě nemoci covid-19, a to kvůli tomu, že „dostupné údaje nepodporují použití ivermektinu při léčbě nemoci covid-19 kromě dobře navržených klinických studií“. Pokyny pro léčbu covid-19 amerického Národního institutu zdraví uvádějí, že pro ivermektin není takový dostatek důkazů, aby bylo možné doporučit nebo vydat stanovisko proti jeho použití. Ve Spojeném království národní poradní tým pro léčbu nemoci covid-19 rozhodl, že důkazní základna a věrohodnost ohledně ivermektinu jako léčiva na nemoc covid-19 jsou nedostatečné, a tým další zkoumání tohoto potenciálního léčiva nedoporučuje. Ivermektin není schválen americkým Úřadem pro kontrolu potravin a léčiv (FDA) pro použití při léčbě jakýchkoli virových onemocnění a není povolen pro použití k léčbě nemoci covid-19 v rámci Evropské unie. WHO také uvedla, že ivermektin by se neměl používat k léčbě nemoci covid-19 s výjimkou klinických studií. Brazilská Zdravotní regulační agentura, brazilská Společnost pro infekční nemoci a brazilská Společnost hrudního koše vydaly stanoviska, která nedoporučují používat ivermektin k prevenci nebo léčbě raného stadia nemoci covid-19.
Dezinformace, nižší stupeň důvěry a pocit zoufalství z rostoucího počtu případů a úmrtí vedly k nárůstu používání ivermektinu ve střední a východní Evropě, Latinské Americe a Jižní Africe. V mnoha z těchto zemí, kde nebyl udělen oficiální souhlas k používání léku, se rozvinul černý trh.
Virální dezinformace na sociálních sítích o ivermektinu si získaly zvláštní pozornost v Jižní Africe, kde antivakcinační skupina s názvem „Jižní Afrika má právo na ivermektin“ lobbovala za to, aby byl lék dostupný na předpis. Další skupina s názvem „Ivermectin Interest Group“ zahájila soudní řízení proti jihoafrickému úřadu pro regulaci zdravotních produktů (SAHPRA), v důsledku čehož byla tomuto léku udělena výjimka a povolení v rámci programu „použití ze soucitu“. SAPHRA v dubnu 2021 uvedla, že „v současné době neexistují žádné schválené způsoby léčby infekce covid-19“.
Navzdory absenci vysoce kvalitních důkazů, které by naznačovaly jakoukoli účinnost, a navzdory protichůdným doporučením některé vlády povolily výjimečné použití tohoto léku pro prevenci a léčbu nemoci covid-19. Mezi země, které udělily takové oficiální schválení pro ivermektin, patří Česká republika, Slovensko, Mexiko, Peru (později zrušeno) a Indie (později zrušeno).

## Antikoagulancia
K léčbě byly navrženy léky zaměřené na prevenci srážení krve a zdá se, že antikoagulační léčba nízkomolekulárním heparinem je spojena s lepšími výsledky u těžkého průběhu onemocnění covid-19 se známkami koagulopatie (zvýšený D-dimer). V Itálii bylo testováno několik antikoagulancií, přičemž nízkomolekulární heparin se široce používá k léčbě pacientů, což přimělo Italskou lékovou agenturu k vydání pokynů pro jeho použití.
Vědci identifikovali schopnost heparinu vázat se na spike protein viru SARS-CoV-2 a neutralizovat jej. Na základě toho navrhli tento lék jako možné antivirotikum.
V Itálii byla dne 14. dubna oznámena multicentrická studie na 300 pacientech zkoumající použití sodné soli enoxaparinu v preventivní zdravotní péči a terapeutických dávkách.
Antikoagulant dipyridamol byl navržen jako léčba nemoci covid-19 a v únoru 2020 začala klinická studie.

## Imunosupresiva
K červenci 2021 vyhodnocuje Evropská léková agentura (EMA) žádost o rozšíření používání léku anakinra (Kineret) k léčbě nemoci covid-19 u dospělých se zápalem plic, u kterých existuje riziko těžkého respiračního selhání (neschopnost plic řádně pracovat).

## Interferony
Mezi léky s imunomodulačními účinky, které se mohou ukázat jako užitečné při léčbě nemoci covid-19, patří interferony typu I, jako je interferon-β, peginterferon alfa-2a a peginterferon alfa-2b.
V otevřené randomizované kontrolované klinické studii bylo prokázáno, že IFN-β 1b v kombinaci s lopinavirem/ritonavirem a ribavirinem významně snižuje virovou zátěž, zmírňuje symptomy a snižuje cytokinové odpovědi ve srovnání s účinkem samotného lopinaviru/ritonaviru. <Lancet 2020;395(10238):1695-1704> IFN-β bude zahrnut do mezinárodní studie s názvem Solidarity Trial a také REMAP-CAP v kombinaci s HIV léky Lopinavir a Ritonavir. Finská biotechnologická firma Faron Pharmaceuticals pokračuje ve vývoji interferonů-beta proti syndromu akutní dechové tísně a je zapojena do celosvětových iniciativ proti nemoci covid-19, včetně klinické studie s názvem Solidarity. Britská biotechnologická firma Synairgen začala provádět testy IFN-β, léku, který byl původně vyvinut k léčbě chronické obstrukční plicní nemoci.

## Steroidy

### Dexametazon

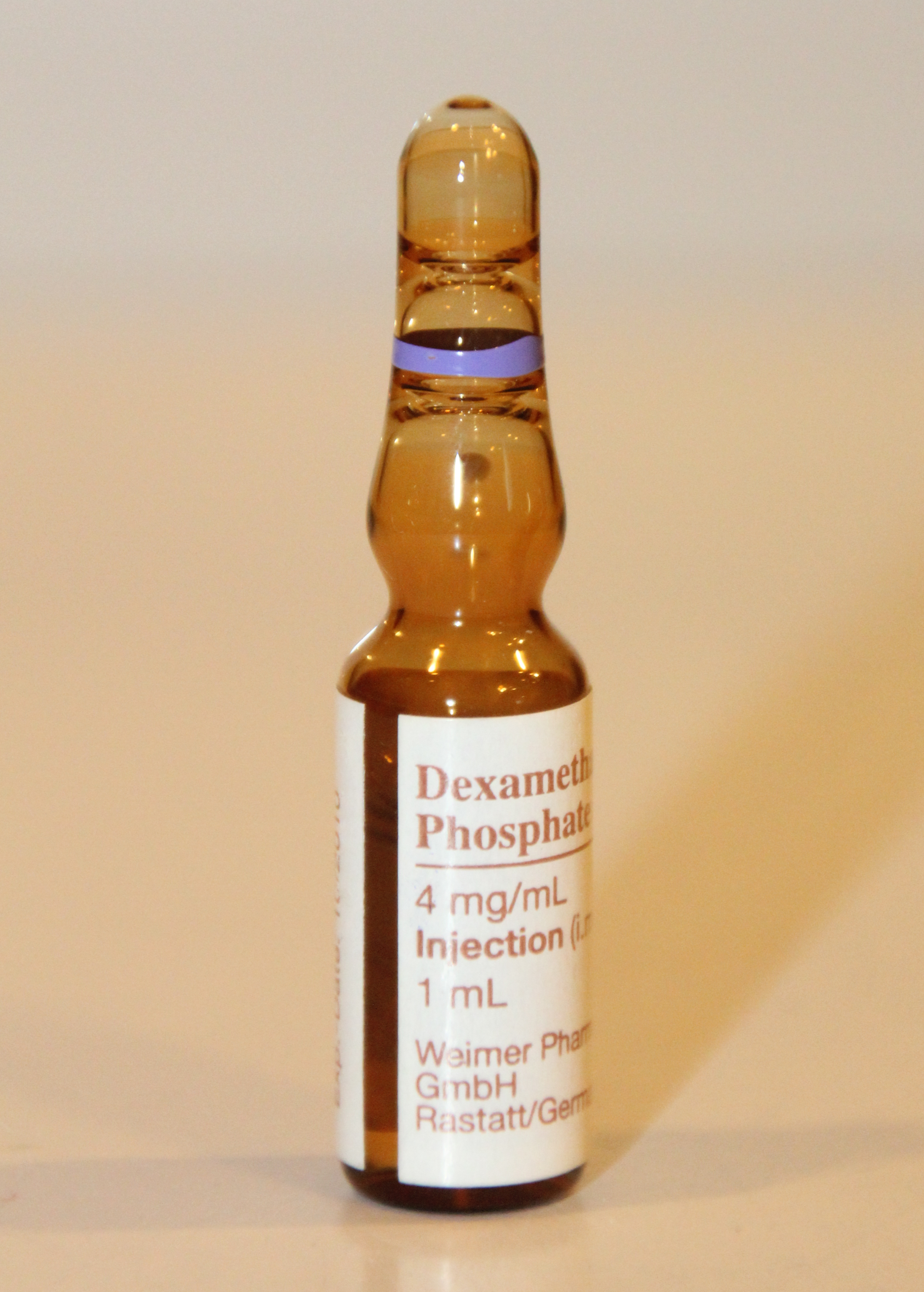
Lahvička dexametazonu pro injekci

Dexametazon je kortikosteroidní lék používaný pro různé obtíže, jako jsou mimo jiné revmatické problémy, kožní onemocnění, astma a chronická obstrukční plicní nemoc. Multicentrická, randomizovaná kontrolovaná studie dexametazonu jako prostředku k léčbě syndromu akutní respirační tísně (ARDS), publikovaná v únoru 2020, ukázala sníženou potřebu mechanické ventilace a snížení mortality. Dexametazon je užitečný pouze u lidí vyžadujících doplňkový kyslík. Po analýze sedmi randomizovaných studií WHO doporučuje použití systémových kortikosteroidů v pokynech pro léčbu lidí s těžkým nebo kritickým průběhem onemocnění a nedoporučuje použít je u lidí, kteří nesplňují kritéria pro definici těžkého průběhu onemocnění.
Dne 16. června 2020 vydala Oxfordská univerzita tiskovou zprávu na základě studie RECOVERY Trial. Oznámila předběžné výsledky, že lék by mohl snížit úmrtnost asi o třetinu u lidí na ventilátorech a asi o pětinu u lidí na kyslíku; lék neprospíval pacientům, kteří nepotřebovali podporu dýchání. Vědci odhadli, že léčba dexametazonem zachránila z 8 pacientů na ventilátorech jeden život a z 25 pacientů na kyslíku jeden život. Několik odborníků požadovalo rychlé zveřejnění úplného souboru dat, aby bylo možné výsledky analyzovat v širším měřítku. Předtisk vyšel 22. června a recenzovaný článek vyšel 17. července.
Na základě těchto předběžných výsledků byla léčba dexametazonem doporučena americkým Národním institutem pro zdraví (NIH) pro pacienty s covidem-19, kteří jsou na mechanické ventilaci nebo kteří potřebují doplňkový kyslík, ale nejsou mechanicky ventilováni. NIH nedoporučuje používat dexametazon u těch pacientů s covidem-19, kteří nepotřebují umělý přísun kyslíku. V červenci 2020 Světová zdravotnická organizace (WHO) uvedla, že pokyny pro léčbu nemoci covid-19 jsou v procesu aktualizace a mají zahrnovat dexametazon a jiné steroidy.
Tým americké společnosti pro infekční choroby (IDSA) navrhuje použití glukokortikoidů u pacientů se závažným onemocněním covid-19, kde závažný průběh nemoci je definován tak, že pacienti mají saturaci kyslíkem (SpO2) ≤ 94 % na vzduchu v místnosti a vyžadují doplňkový kyslík, mechanickou ventilaci nebo mimotělní membránovou oxygenaci (ECMO). IDSA nedoporučuje používání glukokortikoidů u pacientů s nemocí covid-19 bez hypoxémie vyžadující doplňkový kyslík.
V červenci 2020 začala Evropská léková agentura (EMA) přezkoumávat výsledky části studie RECOVERY, která zahrnovala použití dexametazonu v léčbě pacientů s onemocněním covid-19 přijatých do nemocnice, aby mohla poskytnout stanovisko k výsledkům. Zaměřila se zejména na potenciální využití léku pro léčbu dospělých s onemocněním covid-19.
V září 2020 vydala WHO aktualizované pokyny k používání kortikosteroidů při léčbě onemocnění covid-19. WHO doporučuje použít systémové kortikosteroidy spíše pro léčbu lidí se závažným a kritickým průběhem onemocnění covid-19 (silné doporučení založené na důkazech se střední jistotou). WHO doporučuje nepoužívat kortikosteroidy při léčbě lidí s nezávažnou formou onemocnění covid-19 (podmíněné doporučení založené na důkazech s nízkou jistotou).
V září 2020 schválila Evropská léková agentura (EMA) používání dexametazonu u dospělých a dospívajících (od 12 let a vážících alespoň 40 kg), kteří potřebují doplňkovou kyslíkovou terapii. Dexametazon lze podat perorálně nebo jako injekci či infuzi (kapání) do žíly.

### Hydrokortison
V září 2020 metaanalýza zveřejněná pracovní skupinou rychlého hodnocení důkazů pro léčbu nemoci covid-19 WHO zjistila, že hydrokortison je účinný při snižování úmrtnosti kriticky nemocných pacientů s onemocněním covid-19 ve srovnání s jinou obvyklou péčí nebo placebem.
Užívání kortikosteroidů může u lidí se strongyloidózou způsobit závažný a smrtelný syndrom „hyperinfekce“, což může být skrytá hrozba pro populace vystavené parazitovi jménem hádě střevní. Toto riziko lze zmírnit prvotním podáním ivermektinu před léčbou steroidy.

### Budesonid
Bylo zjištěno, že včasné podávání tohoto inhalačního steroidu v průběhu infekce covid-19 snižuje pravděpodobnost potřeby naléhavé lékařské péče a zkracuje dobu zotavení. Další studie k dubnu 2021 probíhají. V dubnu 2021 byl budesonid schválen úřady ve Spojeném království pro výjimečné použití při léčbě nemoci covid-19 na bázi posuzování případ od případu.

### Další
Ciklesonid, inhalační kortikosteroid na astma, byl identifikován jako kandidátní antivirotikum ve screeningovém testu in vitro prováděném v Jižní Koreji. Používá se k léčbě „předpříznakových“ pacientů s nemocí covid-19 a v prosinci 2020 byl zaregistrován do klinických studií.

## Antidepresiva
Mnoho antidepresiv má protizánětlivé účinky. Pozorovací studie v nemocnicích v oblasti Paříže zjistila, že ti pacienti s covidem-19, kteří byli přijati do nemocnice a kteří již užívali antidepresiva, měli o 44 % nižší riziko intubace nebo úmrtí.

### Fluvoxamin
V říjnu 2021 velká klinická studie v Brazílii oznámila, že léčba vysoce rizikových nehospitalizovaných pacientů s včasnou diagnózou nemoci covid-19 pomocí 100 mg fluvoxaminu dvakrát denně po dobu 10 dnů snížila až o 65 % riziko hospitalizace. Účinek byl snížen na asi 32 % při nízké adherenci, pravděpodobně v důsledku intolerance. Při vysoké adherenci došlo také ke snížení počtu úmrtí až o cca 90 %. Lék byl studován kvůli svým protizánětlivým účinkům, ale mechanismus účinku proti nemoci covid-19 zůstává nejistý.

## Vitamíny

### Vitamín C
Dodatečný přísun mikroživin, včetně vitamínu C, byl navržen jako součást podpůrné léčby onemocnění covid-19, protože hladiny vitamínu C v séru a leukocytech jsou v akutní fázi infekce vyčerpány v důsledku zvýšených metabolických nároků. Bylo studováno použití vysokých dávek vitamínu C podávaných nitrožilně. Podle webu ClinicalTrials.gov existuje 50 dokončených nebo probíhajících klinických studií včetně studie zaměřené na vitamin C, které byly dokončeny nebo přijímají hospitalizované a těžce nemocné lidi s onemocněním covid-19.
Metaanalýza šesti randomizovaných klinických studií zahrnujících léčbu vitamínem C s použitím dávek v rozmezí od 50 mg/kg/den do 24 g/den, podávaných perorálně nebo nitrožilně, uvádí výsledky týkající se úmrtnosti, délky hospitalizace, trvání intenzivní péče a potřeby ventilace. Na základě této metaanalýzy se dospělo k názoru, že podávání vitamínu C nemělo žádný vliv na hlavní zdravotní výsledky u pacientů infikovaných covidem-19 ve srovnání s placebem nebo standardní terapií. Analýzy podskupin založené na dávkování, způsobu podávání a závažnosti onemocnění neprokázaly žádné pozorovatelné přínosy vitamínu C.
V pokynech pro léčbu nemoci covid-19 Národního institutu pro zdraví (NIH) se uvádí, že „neexistuje dostatek důkazů, aby tým zabývající se pokyny pro léčbu nemoci covid-19 doporučil nebo se postavil proti používání vitamínu C k léčbě nemoci covid-19 kriticky nemocných pacientů nebo pacientů s mírnějším průběhem“.

### Vitamín D

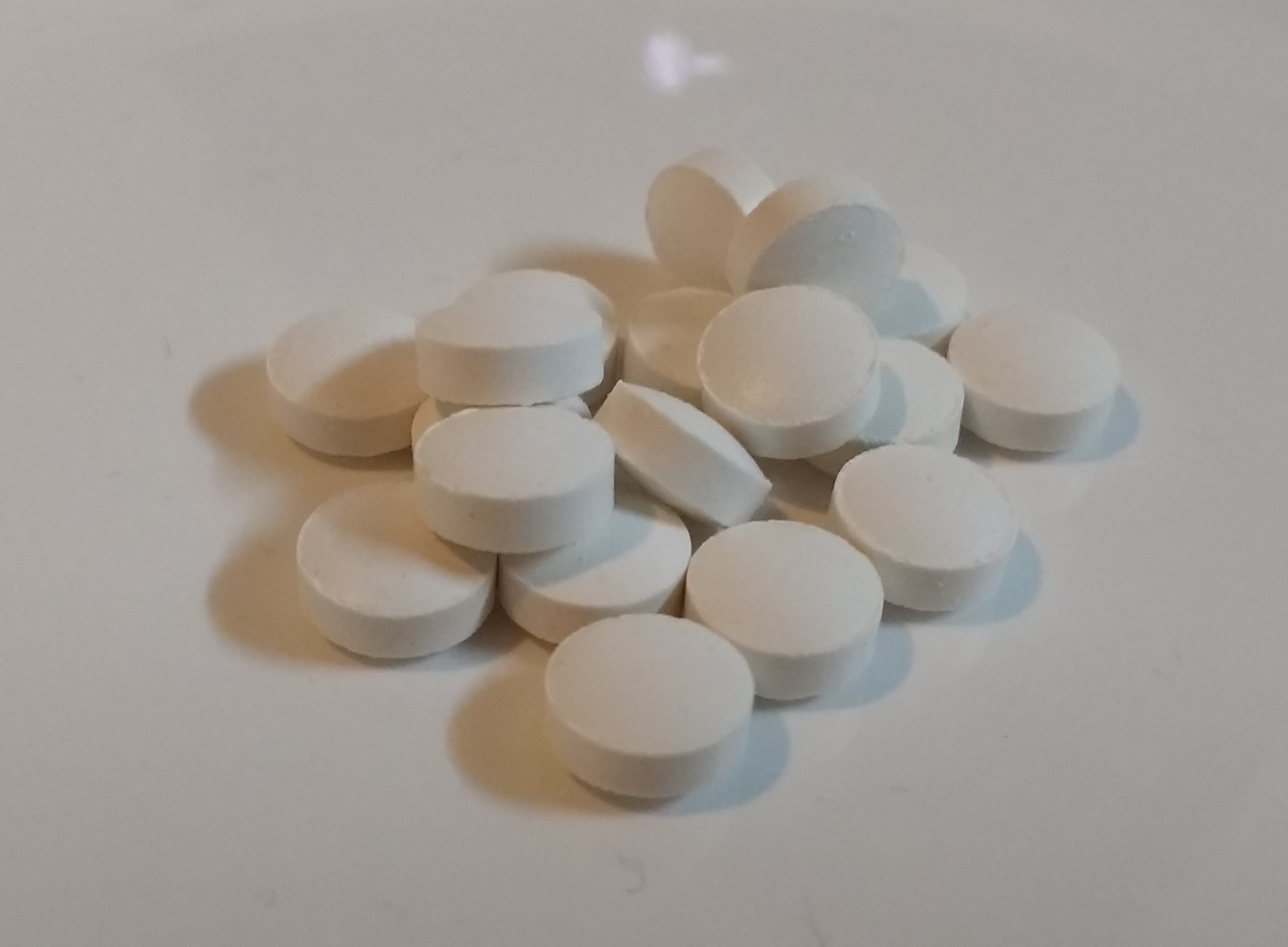
Tablety vitamínu D

Během pandemie covidu-19 byl zájem o vitamín D a další doplňky, a to vzhledem k významné spojitosti faktorů způsobujících závažný průběh onemocnění covid-19 a nedostatku vitamínu D. Patří mezi ně obezita, vyšší věk a černošský nebo asijský etnický původ. Je pozoruhodné, že nedostatek vitamínu D je u těchto skupin lidí velmi běžný.
Pokyny Národního institutu pro zdraví (NIH) pro léčbu covid-19 uvádí, že „neexistuje dostatek důkazů pro nebo proti doporučení užívání vitamínu D k prevenci nebo léčbě onemocnění covid-19“.
Bylo zveřejněno obecné doporučení zvážení užívání doplňků obsahujících vitamín D, zejména s ohledem na úrovně nedostatku vitamínu D u západní populace. V únoru 2021 anglický Národní institut pro zdraví a péči (NICE) stále doporučoval malé dávky vitamínu D jako doplňku stravy pro lidi s malou expozicí slunečnímu záření, ale bylo také doporučeno, aby lékaři nenabízeli vitamín D jako doplněk výhradně k prevenci nebo léčbě nemoci covid-19, s výjimkou případů, kdy se jedná o součást klinické studie.
Mnoho studií uvádí souvislosti mezi již existujícím nedostatkem vitamínu D a závažností průběhu onemocnění. Několik jejich systematických přehledů a metaanalýz ukazuje, že nedostatek vitamínu D může být spojen s vyšší pravděpodobností infikování covidem-19, a jasně prokázaly, že existují významné souvislosti mezi nedostatkem vitamínu D a těžším průběhem onemocnění, včetně relativního zvýšení počtu hospitalizací a úmrtnosti kolem 80 %. Kvalita některých zahrnutých studií byla zpochybněna a také bylo zpochybňováno, zda prokazují přímý vztah mezi těmito souvislostmi.
Probíhá nebo již bylo dokončeno mnoho klinických studií hodnotících perorální užívání vitamínu D a jeho metabolitů, jako je kalcifediol, pro prevenci nebo léčbu infekce covid-19, zejména u lidí s nedostatkem vitamínu D.
Účinky perorálního podání vitamínu D jako doplňku v prevenci přeložení hospitalizovaných pacientů na jednotku intenzivní péče (JIP) a mortalitu byly předmětem metaanalýzy. Mnohem nižší míra přijetí na JIP byla zjištěna u pacientů, kteří dostávali vitamín D, bylo to pouze 36 % ve srovnání s pacienty bez podávání doplňkového vitamínu D (p<0,0001). V této metaanalýze nebyly zjištěny žádné významné účinky, co se týká mortality. Jistota těchto analýz je omezena heterogenitou ve studiích, které zahrnují jak vitamín D3 (cholekalciferol), tak kalcifediol, ale tato zjištění naznačují potenciální roli při snižování závažnosti průběhu nemoci covid-19, přičemž k prokázání jakýchkoli účinků na úmrtnost jsou zapotřebí rozsáhlejší údaje.
Kalcifediol, což je 25-hydroxyvitamin D, se aktivuje rychleji a byl použit v několika studiích. Přehled publikovaných výsledků naznačuje, že suplementace kalcifediolem může mít ochranný účinek před přijetím pacientů s nemocí covid-19 na JIP.

## Minerály

### Zinek
Pokyny Národního institutu pro zdraví (NIH) pro léčbu covid-19 uvádí, že „neexistuje dostatek důkazů pro nebo proti doporučení používání zinku k léčbě nemoci covid-19“ a že „tým nedoporučuje přijímat doplňky zinku v množství nad doporučenou denní dávku pro prevenci nemoci covid-19, s výjimkou klinických studií (fáze III)“.

## Další
Klinická studie formy angiotensin-konvertujícího enzymu 2 fáze II, k dubnu 2020, sháněla 200 hospitalizovaných pacientů s těžkým průběhem nemoci covid-19, kteří měli být vybráni v Dánsku, Německu a Rakousku, aby se určila účinnost léčby pomocí tohoto léku.
Některá antibiotika, která byla identifikována jako potenciálně použitelná při léčbě onemocnění covid-19 jsou teikoplanin, oritavancin, dalbavancin, monensin a azithromycin. Stát New York zahájil dne 24. března 2020 zkoušky antibiotika azithromycin.
Dne 31. července 2020 americký Úřad pro kontrolu potravin a léčiv (FDA) povolil společnosti Revive Therapeutics přikročit k randomizovanému, dvojitě zaslepenému, placebem kontrolovanému potvrzovacímu protokolu klinické studie fáze III s cílem vyhodnotit bezpečnost a účinnost antirevmatika bucilaminu u pacientů s mírným až středně těžkým průběhem onemocnění covid-19.
Perorálně podávaný JAK inhibitor baricitinib je také zkoumán v souvislosti s léčbou onemocnění covid-19. V listopadu 2020 úřad FDA udělil povolení k nouzovému použití baricitinibu, který má být podáván určitým lidem hospitalizovaným s podezřením na onemocnění covid-19 nebo s potvrzeným covidem-19 (konkrétně dospělí a děti ve věku 2 let nebo starší vyžadující doplňkový kyslík, mechanickou ventilaci nebo mimotělní membránovou oxygenaci), ale pouze ve spojení s remdesivirem. V jediné klinické studii se ukázalo, že tato kombinovaná terapie má malý, ale statisticky významný účinek na výsledky pacientů ve srovnání se samostatným podáváním remdesiviru. V dubnu 2021 začala Evropská léková agentura (EMA) vyhodnocovat rozšířené používání baricitinibu tak, aby zahrnovalo léčbu onemocnění covid-19 u hospitalizovaných pacientů ve věku 10 let a starších, kteří potřebují doplňkový kyslík. V červenci 2021 revidovala FDA povolení pro nouzové použití pro baricitinib a nyní, k listopadu 2021, jej povoluje k léčbě onemocnění covid-19 jako samostatný lék u hospitalizovaných lidí ve věku 2 let nebo starších vyžadujících doplňkový kyslík, neinvazivní nebo invazivní mechanickou ventilaci nebo mimotělní membránovou oxygenaci (ECMO). Podle revidovaného povolení k nouzovému použití (EUA) již není vyžadováno podávání baricitinibu společně s remdesivirem.
Důležitost hledání existujících léčiv pro použití k léčbě nemoci covid-19 vedla v roce 2021 k založení širokospektrálních terapeutik. Širokospektrální terapeutika jsou účinná proti mnoha typům patogenů. Takové léky byly navrženy jako potenciální nouzová léčba při výskytu budoucích pandemií.
Antagonista receptoru H2 histaminu je předmětem výzkumu. Lék cimetidin byl navržen k léčbě nemoci covid-19. Lék famotidin byl navržen k léčbě onemocnění covid-19 a v dubnu 2020 probíhala klinická studie tohoto léku.
Vědci z institutu Montreal Heart Institute v Kanadě zkoumají roli kolchicinu při redukci zánětu a plicních komplikací u pacientů trpících mírnými příznaky covid-19. Studie nazvaná COLCORONA zahrnovala 6 000 dospělých ve věku 40 let a starších, kterým byl diagnostikován covid-19 a měli mírné příznaky nevyžadující hospitalizaci. Ženy, které byly těhotné nebo kojící nebo které neměly účinnou metodu antikoncepce, nebyly pro studii způsobilé. Výsledky testů jsou příznivé, ale neprůkazné.
Léky fenofibrát a bezafibrát byly navrženy pro léčbu život ohrožujících příznaků nemoci covid-19. Na základě výsledků izraelské studie snížil fenofibrát markery závažného progresivního zánětu u hospitalizovaných pacientů s nemocí covid-19 během 48 hodin od zahájení léčby. Jednalo se o extrémně slibné výsledky vzhledem k tomu, že lék redukuje v těle replikaci koronaviru.
Ve Spojeném království byla v dubnu 2020 zahájena studie nazvaná „Liberate“, která měla určit účinnost ibuprofenu při snižování závažnosti a progrese poškození plic, které má za následek dýchací potíže u pacientů s onemocněním covid-19. Subjekty měly dostat, kromě běžné léčby, tři dávky speciálního složení léku – lipidového ibuprofenu.
Klinická skupinová studie v Brazílii zjistila, že pacienti s nemocí covid-19, kteří nedávno dostali vakcínu proti chřipce, potřebovali méně intenzivní péči a méně invazivní respirační podporu a bylo u nich menší riziko úmrtí.
nanoFenretinid je fenretinid velikosti nanočástic a přepracované onkologické léčivo schválené pro léčbu lymfomu. Byl identifikován jako kandidátní antivirotikum ve screeningovém testu in vitro prováděném v Jižní Koreji. Klinický bezpečnostní profil fenretinidu z něj také činí ideálního kandidáta v kombinovaných režimech podání.
Sildenafil, běžněji známý pod obchodním názvem Viagra, je navržen pro léčbu nemoci covid-19 a k listopadu 2021 je ve fázi III klinické studie.

### Další zdroje
- Banday AH, Shameem SA, Ajaz SJ. Potential Repurposed Therapeutics and New Vaccines against covid-19 and Their Clinical Status.. SLAS Discov. 2020, s. 1097–107. doi:10.1177/2472555220945281. PMID 32692266. S2CID 220671335.
- Cantini F, Goletti D, Petrone L, Najafi Fard S, Niccoli L, Foti R. Immune Therapy, or Antiviral Therapy, or Both for covid-19: A Systematic Review. Drugs. October 2020, s. 1929–46. doi:10.1007/s40265-020-01421-w. PMID 33068263.
- Gordon DE, Jang GM, Bouhaddou M, Xu J, Obernier K, White KM, O'Meara MJ, Rezelj VV, Guo JZ, Swaney DL, Tummino TA, Hüttenhain R, Kaake RM, Richards AL, Tutuncuoglu B, Foussard H, Batra J, Haas K, Modak M, Kim M, Haas P, Polacco BJ, Braberg H, Fabius JM, Eckhardt M, Soucheray M, Bennett MJ, Cakir M, McGregor MJ, Li Q, Meyer B, Roesch F, Vallet T, Mac Kain A, Miorin L, Moreno E, Naing ZZ, Zhou Y, Peng S, Shi Y, Zhang Z, Shen W, Kirby IT, Melnyk JE, Chorba JS, Lou K, Dai SA, Barrio-Hernandez I, Memon D, Hernandez-Armenta C, Lyu J, Mathy CJ, Perica T, Pilla KB, Ganesan SJ, Saltzberg DJ, Rakesh R, Liu X, Rosenthal SB, Calviello L, Venkataramanan S, Liboy-Lugo J, Lin Y, Huang XP, Liu Y, Wankowicz SA, Bohn M, Safari M, Ugur FS, Koh C, Savar NS, Tran QD, Shengjuler D, Fletcher SJ, O'Neal MC, Cai Y, Chang JC, Broadhurst DJ, Klippsten S, Sharp PP, Wenzell NA, Kuzuoglu-Ozturk D, Wang HY, Trenker R, Young JM, Cavero DA, Hiatt J, Roth TL, Rathore U, Subramanian A, Noack J, Hubert M, Stroud RM, Frankel AD, Rosenberg OS, Verba KA, Agard DA, Ott M, Emerman M, Jura N, von Zastrow M, Verdin E, Ashworth A, Schwartz O, d'Enfert C, Mukherjee S, Jacobson M, Malik HS, Fujimori DG, Ideker T, Craik CS, Floor SN, Fraser JS, Gross JD, Sali A, Roth BL, Ruggero D, Taunton J, Kortemme T, Beltrao P, Vignuzzi M, García-Sastre A, Shokat KM, Shoichet BK, Krogan NJ. A SARS-CoV-2 protein interaction map reveals targets for drug repurposing. Nature. July 2020, s. 459–68. doi:10.1038/s41586-020-2286-9. PMID 32353859. Bibcode 2020Natur.583..459G.
- Guy RK, DiPaola RS, Romanelli F, Dutch RE. Rapid repurposing of drugs for covid-19. Science. May 2020, s. 829–30. doi:10.1126/science.abb9332. PMID 32385101. Bibcode 2020Sci...368..829G.
- Kotecha P, Light A, Checcucci E, Amparore D, Fiori C, Porpiglia F, Dasgupta P, Elhage O. Repurposing of drugs for covid-19: a systematic review and meta-analysis. Panminerva Med. October 2020. doi:10.23736/S0031-0808.20.04024-0. PMID 33073552.
- Lamontagne F, Agoritsas T, Siemieniuk R, Rochwerg B, Bartoszko J, Askie L, Macdonald H, Amin W, Bausch FJ, Burhan E, Cecconi M, Chanda D, Dat VQ, Du B, Geduld H, Gee P, Nerina H, Hashimi M, Hunt BJ, Kabra S, Kanda S, Kawano-Dourado L, Kim YJ, Kissoon N, Kwizera A, Leo YS, Mahaka I, Manai H, Mino G, Nsutebu E, Pshenichnaya N, Qadir N, Ranganathan SS, Sabzwari S, Sarin R, Sharland M, Shen Y, Souza JP, Stegemann M, Ugarte S, Venkatapuram S, Vuyiseka D, Preller J, Brignardello-Petersen R, Kum E, Qasim A, Zeraatkar D, Owen A, Guyatt G, Lytvyn L, Diaz J, Vandvik PO, Jacobs M. A living WHO guideline on drugs to prevent covid-19. British Medical Journal. 2 March 2021, s. n526. doi:10.1136/bmj.n526. PMID 33649077. S2CID 232081225.
- McCreary EK, Pogue JM. Coronavirus Disease 2019 Treatment: A Review of Early and Emerging Options. Open Forum Infectious Diseases. April 2020, s. ofaa105. doi:10.1093/ofid/ofaa105. PMID 32284951.
- Siemieniuk RA, Bartoszko JJ, Ge L, Zeraatkar D, Izcovich A, Kum E, Pardo-Hernandez H, Rochwerg B, Lamontagne F, Han MA, Liu Q, Agarwal A, Agoritsas T, Chu DK, Couban R, Darzi A, Devji T, Fang B, Fang C, Flottorp SA, Foroutan F, Heels-Ansdell D, Honarmand K, Hou L, Hou X, Ibrahim Q, Loeb M, Marcucci M, McLeod SL, Motaghi S, Murthy S, Mustafa RA, Neary JD, Qasim A, Rada G, Riaz IB, Sadeghirad B, Sekercioglu N, Sheng L, Sreekanta A, Switzer C, Tendal B, Thabane L, Tomlinson G, Turner T, Vandvik PO, Vernooij RW, Viteri-García A, Wang Y, Yao L, Ye Z, Guyatt GH, Brignardello-Petersen R. Drug treatments for covid-19: living systematic review and network meta-analysis. BMJ. July 2020, s. m2980. doi:10.1136/bmj.m2980. PMID 32732190.
- VELASQUEZ-MANOFF, Moises. How Covid Sends Some Bodies to War With Themselves [online]. 11 August 2020. Dostupné online.
- ZIMMER, Carl. Old Drugs May Find a New Purpose: Fighting the Coronavirus [online]. 30 April 2020. Dostupné online.